# Cattedrale di Santa Caterina (Kingisepp)
La cattedrale di Santa Caterina (in russo Екатерининский собор?) è una chiesa della città di Kingisepp, in Russia. Fu costruita nella seconda metà del XVIII secolo sulla base del progetto dell'architetto italiano Antonio Rinaldi.

## Storia e descrizione
In origine la piazza principale di Jamburg (antico nome di Kingisepp) era dotata di una chiesa in legno dedicata all'Arcangelo Michele. Tuttavia, nel 1760 tale struttura venne distrutta da un incendio. L'anno seguente fu affidata la progettazione di una nuova chiesa all'architetto Bartolomeo Rastrelli, ma dopo la morte dell'imperatrice Elisabetta i lavori di costruzione furono abbandonati.
Con l'avvento al potere della nuova imperatrice Caterina II la progettazione dell'edificio fu commissionata ad un altro architetto di origine italiana, Antonio Rinaldi. Costui diede vita ad un progetto fortemente influenzato dallo stile tardo-barocco dell'Europa occidentale. I lavori di costruzione presero avvio il 2 agosto 1764 e durarono fino al 1782. La solenne cerimonia di consacrazione ebbe luogo il 6 aprile 1783. La chiesa fu dedicata a Santa Caterina d'Alessandria.
Nel 1934 le autorità sovietiche sancirono la chiusura al culto della cattedrale. L'edificio fu destinato ad ospitare un deposito militare. Nel corso della seconda guerra mondiale la struttura subì gravi danni a causa dei ripetuti bombardamenti tedeschi. Negli anni sessanta ebbe inizio un intervento di restauro conclusosi nel 1978. Dal 1979 al 1990 l'edificio funse da sede del museo storico cittadino.
Nell'estate 1990 la cattedrale fu restituita alla Chiesa ortodossa russa e fu riconsacrata dal patriarca di Mosca Alessio II.

## Galleria d'immagini

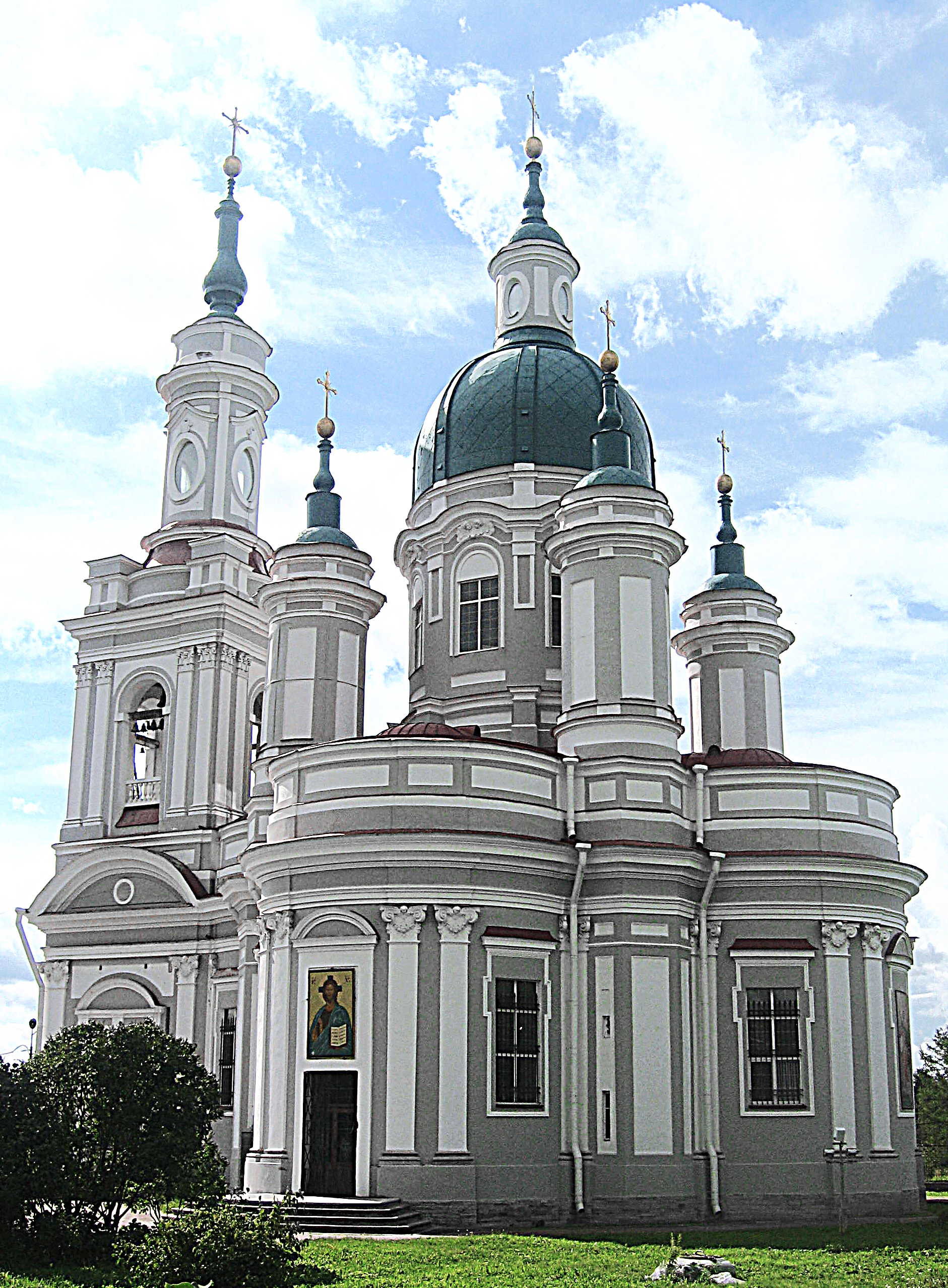
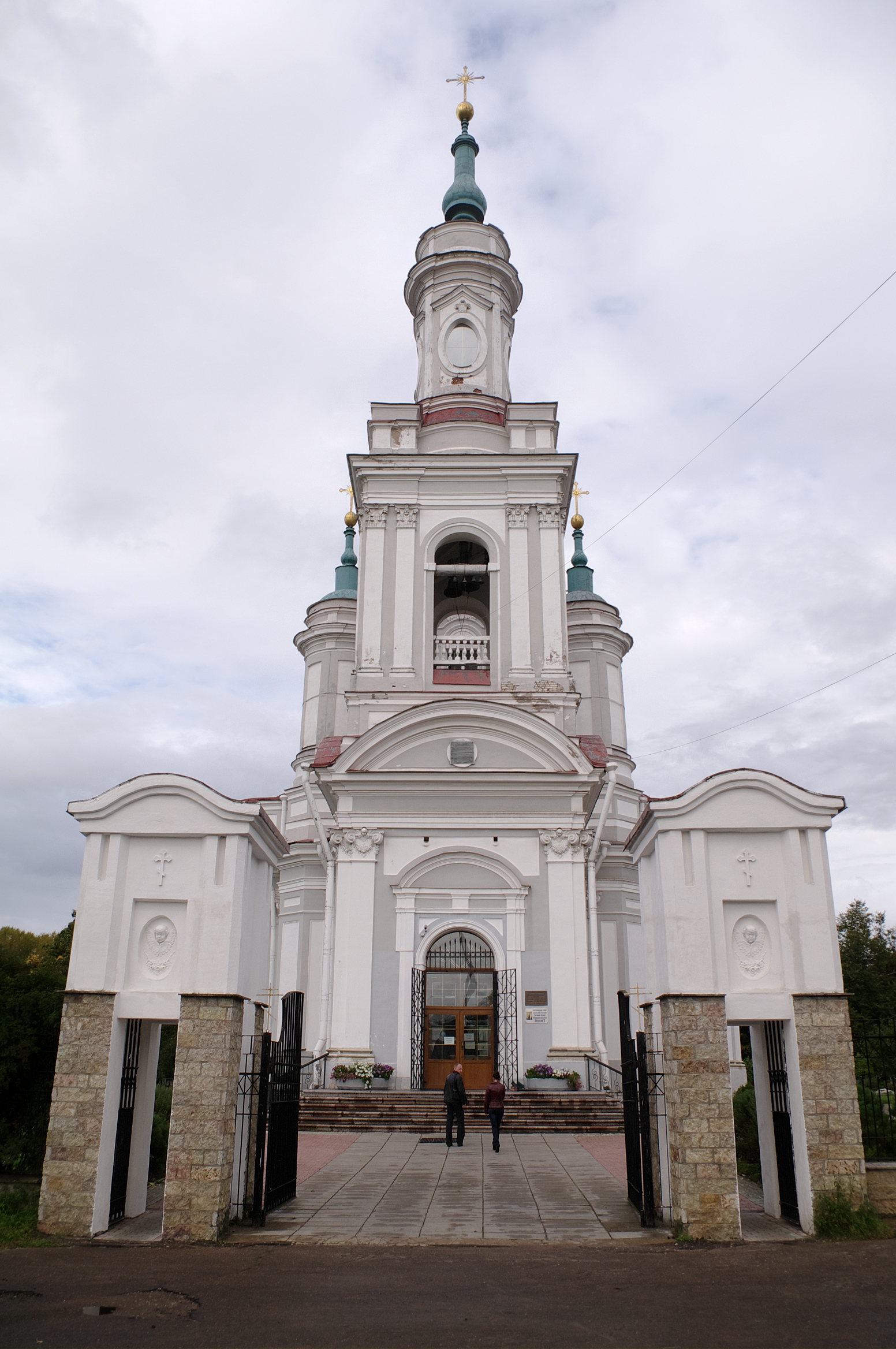
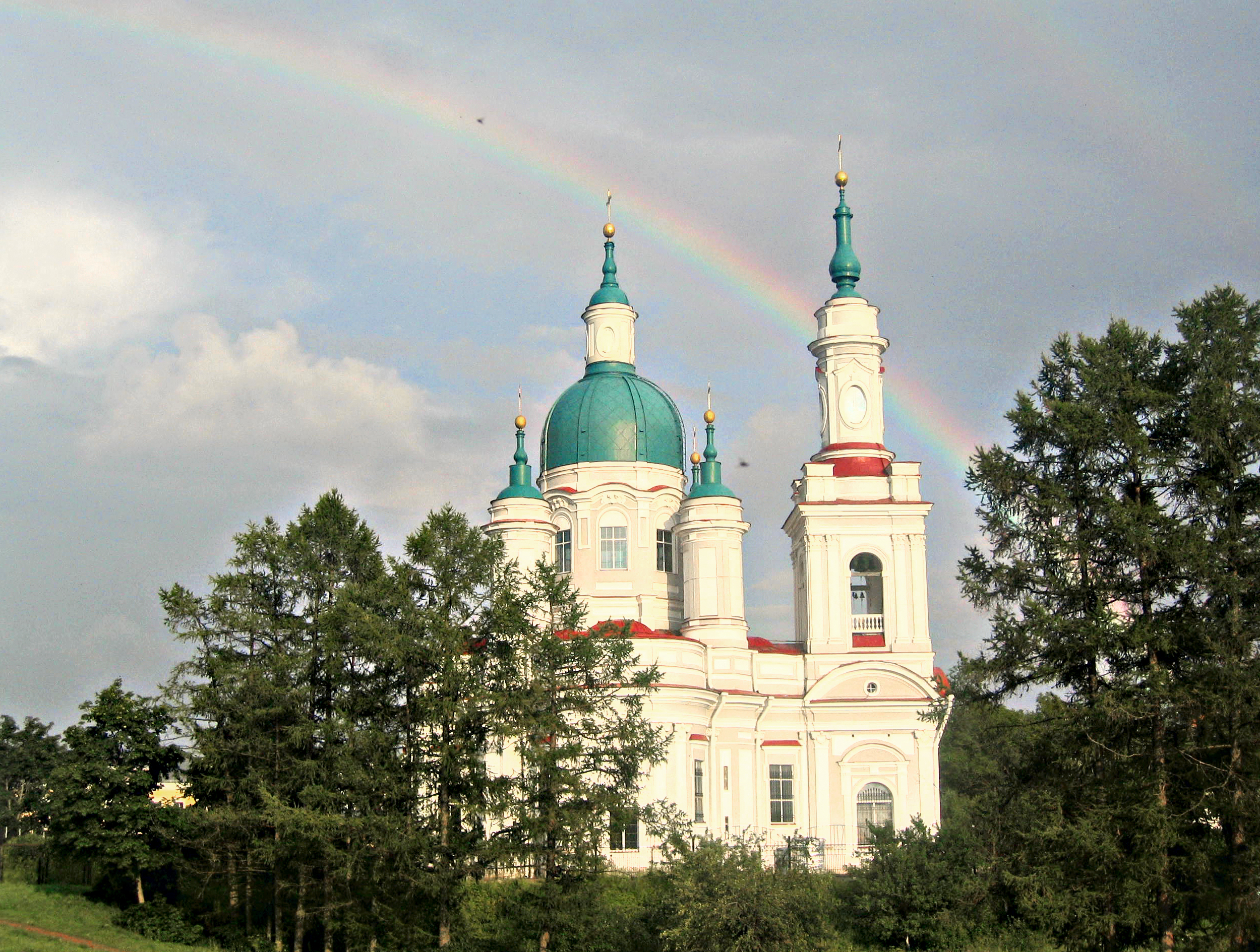